# Paramore/Diskografie
Diese Diskografie ist eine Übersicht über die musikalischen Werke der US-amerikanischen Alternative-Rock-Band Paramore. Den Quellenangaben und Schallplattenauszeichnungen zufolge hat sie bisher mehr als 41,2 Millionen Tonträger verkauft, davon alleine in ihrer Heimat über 27 Millionen. Ihre erfolgreichste Veröffentlichung ist die Single Misery Business mit über 7,4 Millionen verkauften Einheiten.

## Alben

### Studioalben
| Jahr | Titel Musiklabel                              | Höchstplatzierung, Gesamtwochen, AuszeichnungChartplatzierungen (Jahr, Titel, Musiklabel, Platzierungen, Wochen, Auszeichnungen, Anmerkungen) | Höchstplatzierung, Gesamtwochen, AuszeichnungChartplatzierungen (Jahr, Titel, Musiklabel, Platzierungen, Wochen, Auszeichnungen, Anmerkungen) | Höchstplatzierung, Gesamtwochen, AuszeichnungChartplatzierungen (Jahr, Titel, Musiklabel, Platzierungen, Wochen, Auszeichnungen, Anmerkungen) | Höchstplatzierung, Gesamtwochen, AuszeichnungChartplatzierungen (Jahr, Titel, Musiklabel, Platzierungen, Wochen, Auszeichnungen, Anmerkungen) | Höchstplatzierung, Gesamtwochen, AuszeichnungChartplatzierungen (Jahr, Titel, Musiklabel, Platzierungen, Wochen, Auszeichnungen, Anmerkungen) | Anmerkungen                                                    |
| Jahr | Titel Musiklabel                              | DE | AT | CH | UK | US | Anmerkungen                                                    |
| ---- | --------------------------------------------- | --- | --- | --- | --- | --- | -------------------------------------------------------------- |
| 2005 | All We Know Is Falling Atlantic Records (WMG) | — | — | — | UK51 Gold · (3 Wo.)UK | US— PlatinUS | Erstveröffentlichung: 26. Juli 2005 Verkäufe: + 1.135.000      |
| 2007 | Riot! Atlantic Records (WMG)                  | DE63 (1 Wo.)DE | AT66 (1 Wo.)AT | — | UK24 Platin · (47 Wo.)UK | US15 ×3Dreifachplatin · (82 Wo.)US | Erstveröffentlichung: 12. Juni 2007 Verkäufe: + 3.450.000      |
| 2009 | Brand New Eyes Atlantic Records (WMG)         | DE7 (4 Wo.)DE | AT6 (7 Wo.)AT | CH15 (7 Wo.)CH | UK1 Platin · (52 Wo.)UK | US2 Platin · (59 Wo.)US | Erstveröffentlichung: 25. September 2009 Verkäufe: + 1.487.500 |
| 2013 | Paramore Atlantic Records (WMG)               | DE8 (4 Wo.)DE | AT13 (5 Wo.)AT | CH18 (3 Wo.)CH | UK1 Platin · (26 Wo.)UK | US1 Platin · (76 Wo.)US | Erstveröffentlichung: 4. April 2013 Verkäufe: + 1.430.000      |
| 2017 | After Laughter Atlantic Records (WMG)         | DE18 (1 Wo.)DE | AT10 (1 Wo.)AT | CH29 (1 Wo.)CH | UK4 Gold · (20 Wo.)UK | US6 Gold · (13 Wo.)US | Erstveröffentlichung: 12. Mai 2017 Verkäufe: + 607.500         |
| 2023 | This Is Why Atlantic Records (WMG)            | DE6 (1 Wo.)DE | AT16 (1 Wo.)AT | CH32 (1 Wo.)CH | UK1 Silber · (4 Wo.)UK | US2 (5 Wo.)US | Erstveröffentlichung: 10. Februar 2023 Verkäufe: + 60.000      |

### Livealben
| Jahr | Titel Musiklabel                       | Höchstplatzierung, Gesamtwochen, AuszeichnungChartplatzierungen (Jahr, Titel, Musiklabel, Platzierungen, Wochen, Auszeichnungen, Anmerkungen) | Höchstplatzierung, Gesamtwochen, AuszeichnungChartplatzierungen (Jahr, Titel, Musiklabel, Platzierungen, Wochen, Auszeichnungen, Anmerkungen) | Höchstplatzierung, Gesamtwochen, AuszeichnungChartplatzierungen (Jahr, Titel, Musiklabel, Platzierungen, Wochen, Auszeichnungen, Anmerkungen) | Höchstplatzierung, Gesamtwochen, AuszeichnungChartplatzierungen (Jahr, Titel, Musiklabel, Platzierungen, Wochen, Auszeichnungen, Anmerkungen) | Höchstplatzierung, Gesamtwochen, AuszeichnungChartplatzierungen (Jahr, Titel, Musiklabel, Platzierungen, Wochen, Auszeichnungen, Anmerkungen) | Anmerkungen                                                 |
| Jahr | Titel Musiklabel                       | DE | AT | CH | UK | US | Anmerkungen                                                 |
| ---- | -------------------------------------- | --- | --- | --- | --- | --- | ----------------------------------------------------------- |
| 2008 | Live in the UK Atlantic Records (WMG)  | — | — | — | — | — | Erstveröffentlichung: 30. Januar 2008                       |
| 2008 | The Final Riot! Atlantic Records (WMG) | — | — | — | UK— GoldUK | US88 (3 Wo.)US | Erstveröffentlichung: 25. November 2008 Verkäufe: + 100.000 |

### EPs
| Jahr | Titel Musiklabel                             | Anmerkungen                              |
| ---- | -------------------------------------------- | ---------------------------------------- |
| 2006 | The Summer Tic EP Atlantic Records (WMG)     | Erstveröffentlichung: 2. August 2006     |
| 2010 | 2010 Summer Tour EP Atlantic Records (WMG)   | Erstveröffentlichung: 10. August 2010    |
| 2010 | The Only Exception EP Atlantic Records (WMG) | Erstveröffentlichung: 28. September 2010 |
| 2013 | The Holiday Sessions Atlantic Records (WMG)  | Erstveröffentlichung: 20. April 2013     |

## Singles
| Jahr | Titel Album                                      | Höchstplatzierung, Gesamtwochen, AuszeichnungChartplatzierungen (Jahr, Titel, Album, Platzierungen, Wochen, Auszeichnungen, Anmerkungen) | Höchstplatzierung, Gesamtwochen, AuszeichnungChartplatzierungen (Jahr, Titel, Album, Platzierungen, Wochen, Auszeichnungen, Anmerkungen) | Höchstplatzierung, Gesamtwochen, AuszeichnungChartplatzierungen (Jahr, Titel, Album, Platzierungen, Wochen, Auszeichnungen, Anmerkungen) | Höchstplatzierung, Gesamtwochen, AuszeichnungChartplatzierungen (Jahr, Titel, Album, Platzierungen, Wochen, Auszeichnungen, Anmerkungen) | Höchstplatzierung, Gesamtwochen, AuszeichnungChartplatzierungen (Jahr, Titel, Album, Platzierungen, Wochen, Auszeichnungen, Anmerkungen) | Anmerkungen                                                   |
| Jahr | Titel Album                                      | DE | AT | CH | UK | US | Anmerkungen                                                   |
| ---- | ------------------------------------------------ | --- | --- | --- | --- | --- | ------------------------------------------------------------- |
| 2005 | Pressure All We Know Is Falling                  | — | — | — | — | US— PlatinUS | Erstveröffentlichung: 2. August 2005 Verkäufe: + 1.000.000    |
| 2005 | Emergency All We Know Is Falling                 | — | — | — | — | US— GoldUS | Erstveröffentlichung: 21. Oktober 2005 Verkäufe: + 500.000    |
| 2006 | All We Know All We Know Is Falling               | — | — | — | — | — | Erstveröffentlichung: 16. Dezember 2006                       |
| 2007 | Misery Business Riot!                            | DE79 (2 Wo.)DE | — | — | UK17 ×2Doppelplatin · (18 Wo.)UK | US26 ×6Sechsfachplatin · (30 Wo.)US | Erstveröffentlichung: 15. Juli 2007 Verkäufe: + 7.470.000     |
| 2007 | Hallelujah Riot!                                 | — | — | — | — | — | Erstveröffentlichung: 10. September 2007                      |
| 2007 | Crushcrushcrush Riot!                            | — | — | — | UK61 Gold · (1 Wo.)UK | US54 Platin · (34 Wo.)US | Erstveröffentlichung: 26. November 2007 Verkäufe: + 6.100.000 |
| 2008 | That’s What You Get Riot!                        | — | — | — | UK55 Gold · (5 Wo.)UK | US66 Platin · (18 Wo.)US | Erstveröffentlichung: 24. März 2008 Verkäufe: + 1.400.000     |
| 2008 | Decode Twilight – Biss zum Morgengrauen (O.S.T.) | DE47 (9 Wo.)DE | AT59 (6 Wo.)AT | CH60 (7 Wo.)CH | UK52 Gold · (9 Wo.)UK | US33 ×2Doppelplatin · (14 Wo.)US | Erstveröffentlichung: 16. November 2008 Verkäufe: + 2.485.000 |
| 2009 | Ignorance Brand New Eyes                         | DE42 (6 Wo.)DE | AT17 (8 Wo.)AT | CH82 (1 Wo.)CH | UK14 Gold · (7 Wo.)UK | US67 Gold · (1 Wo.)US | Erstveröffentlichung: 7. Juli 2009 Verkäufe: + 1.000.000      |
| 2009 | Brick by Boring Brick Brand New Eyes             | — | — | — | UK85 Silber · (2 Wo.)UK | — | Erstveröffentlichung: 23. November 2009 Verkäufe: + 207.500   |
| 2010 | The Only Exception Brand New Eyes                | — | — | — | UK31 Platin · (8 Wo.)UK | US24 ×2Doppelplatin · (9 Wo.)US | Erstveröffentlichung: 8. Februar 2010 Verkäufe: + 2.747.500   |
| 2010 | Careful Brand New Eyes                           | — | — | — | — | US78 (1 Wo.)US | Erstveröffentlichung: 12. Juli 2010                           |
| 2010 | Playing God Brand New Eyes                       | — | — | — | — | — | Erstveröffentlichung: 15. November 2010                       |
| 2011 | Monster Transformers 3 (O.S.T.)                  | — | — | — | UK21 (5 Wo.)UK | US36 Gold · (2 Wo.)US | Erstveröffentlichung: 7. Juni 2011 Verkäufe: + 500.000        |
| 2013 | Now Paramore                                     | — | — | — | UK39 (4 Wo.)UK | — | Erstveröffentlichung: 22. Januar 2013                         |
| 2013 | Still Into You Paramore                          | — | — | — | UK15 ×2Doppelplatin · (19 Wo.)UK | US24 ×2Doppelplatin · (20 Wo.)US | Erstveröffentlichung: 14. März 2013 Verkäufe: + 3.880.000     |
| 2013 | Daydreaming Paramore                             | — | — | — | — | — | Erstveröffentlichung: 2. Dezember 2013                        |
| 2014 | Ain’t It Fun Paramore                            | — | — | — | UK— PlatinUK | US10 ×3Dreifachplatin · (24 Wo.)US | Erstveröffentlichung: 4. Februar 2014 Verkäufe: + 3.960.000   |
| 2014 | Hate to See Your Heart Break Paramore            | — | — | — | — | — | Erstveröffentlichung: 24. November 2014 feat. Joy Williams    |
| 2017 | Hard Times After Laughter                        | — | — | — | UK34 Platin · (8 Wo.)UK | US90 Gold · (1 Wo.)US | Erstveröffentlichung: 19. April 2017 Verkäufe: + 1.195.000    |
| 2017 | Told You So After Laughter                       | — | — | — | — | — | Erstveröffentlichung: 5. Mai 2017                             |
| 2017 | Fake Happy After Laughter                        | — | — | — | — | — | Erstveröffentlichung: 29. August 2017                         |
| 2018 | Rose-Colored Boy After Laughter                  | — | — | — | UK— SilberUK | — | Erstveröffentlichung: 2. März 2018 Verkäufe: + 200.000        |
| 2018 | Caught in the Middle After Laughter              | — | — | — | — | — | Erstveröffentlichung: 26. Juni 2018                           |
| 2022 | This Is Why                                      | — | — | — | UK61 (2 Wo.)UK | — | Erstveröffentlichung: 28. September 2022                      |
| 2022 | The News This Is Why                             | — | — | — | — | — | Erstveröffentlichung: 8. Dezember 2022                        |
| 2023 | C’est comme ça This Is Why                       | — | — | — | — | — | Erstveröffentlichung: 12. Januar 2023                         |

## Videoalben und Musikvideos

### Videoalben
| Jahr | Titel Musiklabel                                                       | Anmerkungen                                                             |
| ---- | ---------------------------------------------------------------------- | ----------------------------------------------------------------------- |
| 2008 | The Final Riot! Fueled by Ramen                                        | Erstveröffentlichung: 25. September 2008 · Verkäufe: + 60.000; US: Gold |
| 2010 | Paramore’s Videos. All of Them. Ever. Atlantic Records/Fueled by Ramen | Erstveröffentlichung: 11. Mai 2010                                      |

### Musikvideos
| Jahr | Titel                        | Regie                      |
| ---- | ---------------------------- | -------------------------- |
| 2005 | Pressure                     | Shane Drake                |
| 2006 | Emergency                    | Shane Drake                |
| 2006 | All We Know                  | Dan Dobi                   |
| 2007 | Misery Business              | Shane Drake                |
| 2007 | Hallelujah                   | Matt Stawski               |
| 2007 | Crushcrushcrush              | Shane Drake                |
| 2008 | That’s What You Get          | Marcos Siega               |
| 2008 | Decode                       | Shane Drake                |
| 2009 | Ignorance                    | Nicholas Brooks            |
| 2009 | Brick by Boring Brick        | Meiert Avis, Chris LeDoux  |
| 2010 | The Only Exception           | Brandon Chesbro            |
| 2010 | Careful                      | Brandon Chesbro            |
| 2010 | Playing God                  | Brandon Chesbro            |
| 2011 | Monster                      | Shane Drake                |
| 2013 | Now                          | Daniel Cloud Campos        |
| 2013 | Still Into You               | Isaac Rentz                |
| 2013 | Anklebiters                  | Jordan Brune               |
| 2013 | Daydreaming                  | Julian Acosta              |
| 2014 | Ain’t It Fun                 | Sophia Peer                |
| 2014 | Hate to See Your Heart Break | Chuck David Willis         |
| 2017 | Hard Times                   | Andrew Joffe               |
| 2017 | Told You So                  | Zac Farro                  |
| 2017 | Fake Happy                   | Zac Farro                  |
| 2018 | Rose-Colored Boy             | Warren Fu                  |
| 2018 | Caught In the Middle         | Computer Team              |
| 2022 | This Is Why                  | Brendan Yates              |
| 2022 | The News                     | Matthew DeLisi, Mike Kluge |

## Boxsets
| Jahr | Titel Musiklabel                    | Anmerkungen                             |
| ---- | ----------------------------------- | --------------------------------------- |
| 2011 | Singles Club Atlantic Records (WMG) | Erstveröffentlichung: 14. Dezember 2011 |

## Promoveröffentlichungen
Promo-Singles

| Jahr | Titel Album                     | Höchstplatzierung, Gesamtwochen, AuszeichnungChartplatzierungen (Jahr, Titel, Album, Platzierungen, Wochen, Auszeichnungen, Anmerkungen) | Höchstplatzierung, Gesamtwochen, AuszeichnungChartplatzierungen (Jahr, Titel, Album, Platzierungen, Wochen, Auszeichnungen, Anmerkungen) | Höchstplatzierung, Gesamtwochen, AuszeichnungChartplatzierungen (Jahr, Titel, Album, Platzierungen, Wochen, Auszeichnungen, Anmerkungen) | Höchstplatzierung, Gesamtwochen, AuszeichnungChartplatzierungen (Jahr, Titel, Album, Platzierungen, Wochen, Auszeichnungen, Anmerkungen) | Höchstplatzierung, Gesamtwochen, AuszeichnungChartplatzierungen (Jahr, Titel, Album, Platzierungen, Wochen, Auszeichnungen, Anmerkungen) | Anmerkungen                                                                                       |
| Jahr | Titel Album                     | DE | AT | CH | UK | US | Anmerkungen                                                                                       |
| ---- | ------------------------------- | --- | --- | --- | --- | --- | ------------------------------------------------------------------------------------------------- |
| 2023 | Running Out of Time This Is Why | — | — | — | UK74 (1 Wo.)UK | — | Erstveröffentlichung: 6. Februar 2023 Flexidisc-Ausgabe während der This-Is-Why-Listening-Parties |

## Sonderveröffentlichungen
| Jahr | Titel Album                                                                              | Anmerkungen                                                   |
| ---- | ---------------------------------------------------------------------------------------- | ------------------------------------------------------------- |
| 2006 | My Hero Sound of Superman                                                                | Erstveröffentlichung: 13. Juni 2006 Original: Foo Fighters    |
| 2010 | You Ain’t Woman Enough (To Take My Man) Coal Miner’s Daughter: A Tribute to Loretta Lynn | Erstveröffentlichung: 9. November 2010 Original: Loretta Lynn |

| Jahr | Titel Soundtrack                        | Anmerkungen                            |
| ---- | --------------------------------------- | -------------------------------------- |
| 2008 | Decode Twilight – Biss zum Morgengrauen | Erstveröffentlichung: 4. November 2008 |
| 2011 | Monster Transformers 3                  | Erstveröffentlichung: 14. Juni 2011    |

## Statistik

### Chartauswertung
|                     | DE    | AT    | CH    | UK    | US    |
| ------------------- | ----- | ----- | ----- | ----- | ----- |
| Nummer-eins-Alben   | DE—DE | AT—AT | CH—CH | UK3UK | US1US |
| Top-10-Alben        | DE3DE | AT2AT | CH—CH | UK4UK | US4US |
| Alben in den Charts | DE5DE | AT5AT | CH4CH | UK6UK | US6US |

|                       | DE    | AT    | CH    | UK     | US     |
| --------------------- | ----- | ----- | ----- | ------ | ------ |
| Nummer-eins-Singles   | DE—DE | AT—AT | CH—CH | UK—UK  | US—US  |
| Top-10-Singles        | DE—DE | AT—AT | CH—CH | UK—UK  | US1US  |
| Singles in den Charts | DE3DE | AT2AT | CH2CH | UK13UK | US11US |

### Auszeichnungen für Musikverkäufe
| Silberne Schallplatte - Vereinigtes Königreich - 2023: für das Lied All I Wanted Goldene Schallplatte - Argentinien - 2010: für das Album Brand New Eyes - Australien - 2012: für das Album All We Know Is Falling - 2013: für das Album Paramore - Brasilien - 2012: für das Album Brand New Eyes - Irland - 2009: für das Album Brand New Eyes - Kanada - 2008: für das Album Riot! - 2009: für das Album Brand New Eyes - Neuseeland - 2010: für die Single The Only Exception - 2015: für die Single Crushcrushcrush - 2015: für die Single Brick by Boring Brick - 2021: für das Album After Laughter - Polen - 2024: für die Single Hard Times | Platin-Schallplatte - Australien - 2010: für die Single Decode - 2011: für das Album Brand New Eyes - 2023: für das Album Riot! - 2023: für die Single Hard Times - 2023: für die Single Ignorance - Kanada - 2009: für das Videoalbum The Final Riot! - 2022: für das Album Paramore - Neuseeland - 2015: für die Single Decode - 2021: für das Album Paramore - 2022: für die Single Hard Times - 2024: für die Single Ignorance 2× Platin-Schallplatte - Australien - 2023: für die Single Ain’t It Fun - 2023: für die Single The Only Exception - Kanada - 2022: für die Single Ain’t It Fun - 2023: für die Single Still Into You - Neuseeland - 2018: für das Album Brand New Eyes - 2023: für die Single Misery Business - 2024: für die Single Ain’t It Fun - 2025: für das Album Riot! 3× Platin-Schallplatte - Australien - 2023: für die Single Misery Business - Neuseeland - 2024: für die Single Still Into You 5× Platin-Schallplatte - Australien - 2023: für die Single Still Into You |

Anmerkung: Auszeichnungen in Ländern aus den Charttabellen bzw. Chartboxen sind in ebendiesen zu finden.
| Land/RegionAuszeichnungen für Musikverkäufe (Land/Region, Auszeichnungen, Verkäufe, Quellen) | Silber     | Gold       | Platin       | Verkäufe   | Quellen                                                                      |
| -------------------------------------------------------------------------------------------- | ---------- | ---------- | ------------ | ---------- | ---------------------------------------------------------------------------- |
| Argentinien (CAPIF)                                                                          | —          | Gold1      | —            | 20.000     | Einzelnachweise                                                              |
| Australien (ARIA)                                                                            | —          | 2× Gold2   | 17× Platin17 | 1.260.000  | aria.com.au                                                                  |
| Brasilien (PMB)                                                                              | —          | Gold1      | —            | 20.000     | pro-musicabr.org.br                                                          |
| Irland (IRMA)                                                                                | —          | Gold1      | —            | 7.500      | irishcharts.ie                                                               |
| Kanada (MC)                                                                                  | —          | 2× Gold2   | 7× Platin7   | 580.000    | musiccanada.com                                                              |
| Neuseeland (RMNZ)                                                                            | —          | 4× Gold4   | 15× Platin15 | 390.000    | radioscope.net.nz (Memento vom 14. Oktober 2008 im Internet Archive) NZ2 NZ3 |
| Polen (ZPAV)                                                                                 | —          | Gold1      | —            | 25.000     | olis.pl                                                                      |
| Vereinigte Staaten (RIAA)                                                                    | —          | 7× Gold7   | 24× Platin24 | 27.050.000 | riaa.com                                                                     |
| Vereinigtes Königreich (BPI)                                                                 | 4× Silber4 | 7× Gold7   | 10× Platin10 | 7.660.000  | bpi.co.uk                                                                    |
| Insgesamt                                                                                    | 4× Silber4 | 26× Gold26 | 73× Platin73 |            |                                                                              |